# 1675
Évszázadok: 16. század – 17. század – 18. század
Évtizedek: 1620-as évek – 1630-as évek – 1640-es évek – 1650-es évek – 1660-as évek – 1670-es évek – 1680-as évek – 1690-es évek – 1700-as évek – 1710-es évek – 1720-as évek
Évek: 1670 – 1671 – 1672 – 1673 –  1674 – 1675 – 1676 – 1677 – 1678 – 1679 – 1680

## Események
- április 13. – Fogarason a lengyelországi francia követ megbízottai a bujdosókkal Habsburg-ellenes szövetséget kötnek.[1]
- június 28. – A fehrbellini csata. (A brandenburgiak fényes győzelmet aratnak a túlerőben levő svédek felett Fehrbellinnél, mely a porosz katonai hagyományok alapjává vált.)

## Születések
- január 16. – Louis de Rouvroy francia emlékirat-író, Saint-Simon hercege († 1755)
- március 31. – XIV. Benedek pápa, a 247. római pápa († 1758)[2]
- október 7. – Rosalba Carriera, velencei rokokó festőnő († 1757)

## Halálozások
- december 15. – Jan Vermeer van Delft holland festő (* 1632)